# برس‌کوئینتت

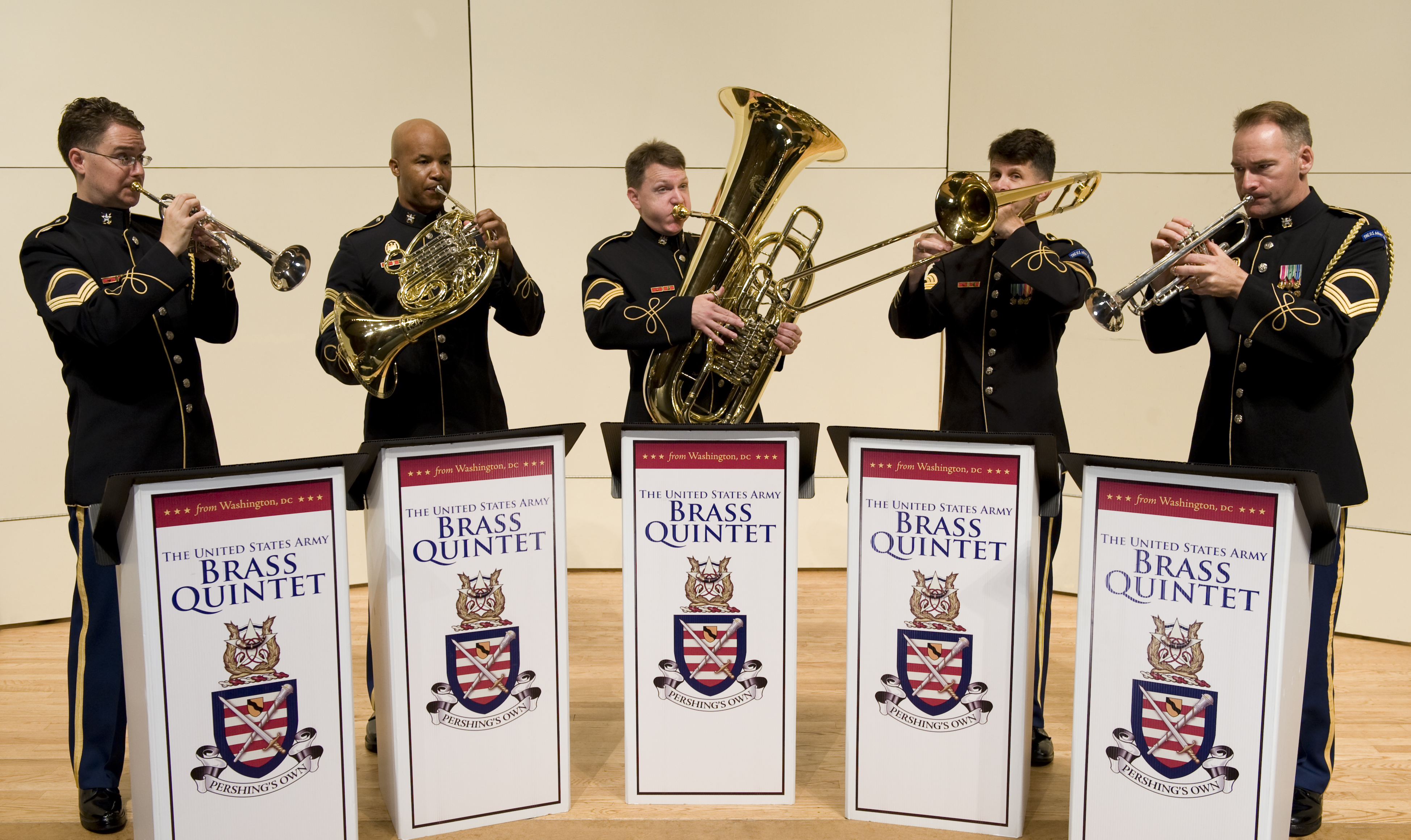
گروه برس‌کوئینتت ارتش ایالات متحده

برس‌کوئینتت یک گروه موسیقی پنج نفره است که از سازهای برنجی تشکیل شده است. سازهای یک برس‌کوئینتت معمولاً شامل دو ترومپت یا کورنت ، یک هورن فرانسوی ، یک ترومبون یا هورن یوفونیوم /باریتون و یک ترومبون توبا یا باس است .